# Deuterodon supparis
Deuterodon supparis är en fiskart som beskrevs av Lucena 1992. Deuterodon supparis ingår i släktet Deuterodon och familjen Characidae. Inga underarter finns listade i Catalogue of Life.